# Georges Dastor
 (septembre 2022).
Si vous disposez d'ouvrages ou d'articles de référence ou si vous connaissez des sites web de qualité traitant du thème abordé ici, merci de compléter l'article en donnant les références utiles à sa vérifiabilité et en les liant à la section « Notes et références ».
Georges Dastor est un peintre et affichiste de cinéma français né le 8 juillet 1904 à Paris et mort le 9 février 1990 à Villeneuve-sur-Lot. 

## Biographie
Fils de Georges Marie François Pierre Dastor et de Berthe Marie Élisabeth Brouat, Georges Louis Paul Dastor est issu d'une grande famille, les Dastor, agents d'assurance à Villeneuve-sur-Lot pendant quatre générations. Il est également cousin germain de Gustave Fabre, lui-même père de Maurice Fabre.
Il est élève de Louis Aston Knight et de François Décorchemont.
Il expose au Salon des artistes français à partir de 1926, ainsi qu'au Salon de la Société nationale des beaux-arts, au Salon d'hiver et au Salon des indépendants.
Il épouse Henriette Jourdaine en 1926. Leur fille Valentine naît en 1927.
Parrainé par Paul-Michel Dupuy et Pierre Eugène Montézin, il devient sociétaire de la Société des artistes français en 1929 et y expose la toile Étude d'eau. 
Il est nommé conservateur adjoint du musée d'Évreux en 1933.
La Ville de Paris lui achète sa toile Le Pont Neuf en 1938 et un album de croquis en 1940. Entre 1938 et 1958, il se consacre à l'affiche de cinéma.
Ses ateliers sont sis au 2, puis au 6, rue Aumont-Thiéville à Paris. Il partage son temps entre Paris et Villettes.
En 1972, il quitte Paris et la Normandie pour retourner à Villeneuve-sur-Lot. Il y meurt le 9 février 1990.

## Affiches de films
- 1938 :
  - Les Aventures de Marco Polo, d'Archie Mayo
  - Ma sœur de lait, de Jean Boyer
  - Nuits de bal, d'Anatole Litvak
  - Un de la Canebière, de René Pujol
- 1939 : Les Hauts de Hurlevent, de William Wyler
- 1940 : Aloha, le chant des îles, de Léon Mathot
- 1941 : 
  - Arènes sanglantes, de Rouben Mamoulian
  - Dernière Aventure, de Robert Péguy
  - Madame Sans-Gêne, de Roger Richebé
  - Nanette, de Erich Engel
- 1942 :
  - Le Moussaillon, de Jean Gourguet
  - Le Prince charmant, de Jean Boyer
  - Vie privée, de Walter Kapps
- 1943 :
  - L'Amant de Bornéo, de Jean-Pierre Feydeau
  - Le Bienfaiteur, de Henri Decoin
- 1944 :
  - Le Carrefour des enfants perdus, de Léo Joannon
  - Grisou, de Maurice de Canonge
- 1945 :
  - Le Coq du régiment, de Maurice Cammage
  - La Femme perdue, de Jean Choux
  - Mademoiselle Mozart, d'Yvan Noé
  - Maria Chapdelaine, de Julien Duvivier
  - Le Retour de l'homme invisible, de Joe May
- 1946 :
  - Âmes rebelles, d'Anatole Litvak
  - Arènes sanglantes, de Rouben Mamoulian
  - La Femme de Monte-Cristo, d'Edgar Georg Ulmer
- 1947 :
  - Angoisse, de Jacques Tourneur
  - Les Aventures de Casanova, de Jean Boyer
  - Le Cavalier de Croix-Mort, de Lucien Ganier-Raymond
  - Le Château du dragon, de Joseph L. Mankiewicz
  - Les Cloches de Sainte-Marie, de Leo McCarey
  - L'Impossible Amour, de Vincent Sherman
  - Maria Chapdelaine, de Julien Duvivier
  - Nuit sans fin, de Jacques Séverac
  - Péché mortel, de John M. Stahl
  - Plume la poule, de Walter Kapps
  - Rouletabille joue et gagne, de Christian Chamborant
  - Soirs de Miami, de Walter Lang
- 1948 : Après l'amour, de Maurice Tourneur
- 1949 :
  - Portrait d'un assassin, de Bernard Roland
  - Retour à la vie, de Henri-Georges Clouzot
- 1950 :
  - Le Rouge et le Noir, de Gennaro Righelli
  - Sarabande, de Basil Dearden
- 1952 : Le Désir et l'Amour, de Henri Decoin